# Кен Такакура
Кен Такакура (на японски: 高倉 健; роден като Гоичи Ода (小田 剛一, Oda Gōichi); 16 февруари 1931 г. в Накама, префектура Фукуока; 10 ноември 2014 г. в Токио) е японски актьор, известен като „японския Клинт Истууд“.

## Биография
Такакура живее в престъпния и гангстерски свят на следвоенна Япония. По време на гимназията е част от боксов клуб, а като ученик е член на клуб по айкидо.
През 1954 г. завършва търговия в университета „Мейджи“ в Токио, а през 1955 г. се явява на кастинг за филмовата компания Studio Toei, по-скоро на шега. Дебютира през 1956 г. във филма на Фуджио Цуда „Денко карате-учи“.
Той става известен и на Запад чрез ролите си в „Якудза“ (1974), „Черен дъжд“ (1989) и „Мистър Бейзбол“ (1992). Работил е с големи режисьори като Сидни Полак, Ридли Скот и Джан Имоу.
През ноември 2013 г. е награден с Орден за култура от императора на Япония.
Такакура почива през ноември 2014 г. на 83-годишна възраст от усложнения, причинени от заболяване на лимфните възли, в болница в Токио.